# محمد بن محمد المختار الشنقيطي
محمد بن محمد المختار بن محمد بن سيد الأمين الجكني الشنقيطي هو فقيه سعودي من أصل موريتاني، وعضو هيئة كبار العلماء في السعودية، يقيم في المدينة المنورة وهو أستاذ  في جامعتها الإسلامية، له دروس فقهية في مساجد الحجاز، وخاصة المسجد النبوي.  نشأ الشيخ محمد في المدينة المنورة، وبدأ بدراسة العلم على أبيه محمد المختار الشنقيطي، الذي كان أيضاً مدرساً في المسجد النبوي، عُرضَ على محمد بن محمد المختار الشنقيطي أن يكون عضواً في هيئة كبار العلماء واللجنة الدائمة للإفتاء، فكان يعتذر، لأنه أراد مُلازمة والدته، ولمّا تُوفيتْ عُرضَ عليه الانتساب إلى الهيئة فوافق عام 2009م، للشيخ اختيارات فقهية تميل إلى ما يعتقده موافقاً لأدلة الفقه.

## كتبه
- أحكام الجراحة الطبية والآثار المترتبة عليها:[5][6] وهو بحث فقهي طبي، ذَكر فيه المؤلف إجابات فقهية لمسائل يحتاجها الأطباء والمرضى، وفيه نبذة عن تاريخ الطب قبل الإسلام وبعده عند المسلمين، وتضمن شروط إجراء العمليات الجراحية.[7]
- شرح زاد المستقنع.[8]

## وصلات خارجية
- شيء من الذاكرة مع شيخنا العلامة محمد بن المختار الشنقيطي.